# Чингисхан (телесериал, 2004)
Чингисхан (кит. 成吉思汗) — китайский 30-серийный телесериал. Впервые был продемонстрирован Центральным телевидением Китая в 2004 году.

## Сюжет
Сериал является экранизацией биографии Чингисхана в соответствии с тем, как она описана в «Сокровенном сказании монголов». В самом начале показана жестокая казнь Амбагай-хана (предка Чингисхана) правителем империи Цзинь, что объясняет последующие устремления главного героя отомстить за смерть предка. Далее рассказывается о том, как Есугей (отец Чингисхана) похищает красавицу Оэлун и женится на ней. У них рождаются дети, один из которых и становится Чингисханом…

## В ролях

### Темуджин и его семья
- Есугей/Темуджин — Батдоржийн Баасанджав
  - 9-летний Темуджин — Кээрциньби Шаогэ
  - 12-летний Темуджин — Силинь Маньда
  - 16-летний Темуджин — Далэн Чжаожигэ
- Оэлун — Сэцэн Гуа
- Сочихэл — Хасцэцэг (哈斯其其格)
- Борте — Со Личжун
  - молодая Борте — Аруна
- Хасар — Сэчэнбилиг (斯琴毕力格)
  - молодой Хасар — Го Цзяньхуа
- Бельгутей — Улзийт
  - молодой Бельгутей — Тумэнь Гэжилэ
- Тэмуге — Сан Бао
  - молодой Тэмуге — Дайчин
- Хачиун — Сайсинга
- Темулун — Улаанцэцэг
- Джучи — Лю Минь
- Чагатай — Цзян Тао
- Угедей — Хухэ
- Толуй — Ян Цзюнь
- Алагай — Цинь Юнсяо
- Мутугэн — Ван Дун

### Члены кланаБорджигин
- Даритай-отчигин — Суя Ладалай
- Мунлик — Далелхан Кадырулы
- Шучитай — Хэ Ци
- Чарха-Эбуген — Гончиг
- Некун-Тайши — Хашбат
- Алтан — Норов
- Боорчу — Лян Баошань
  - молодой Боорчу — Цзиньгэ Норов
- Джелме — Бао Хайлун
- Субэдэй — Сяоба Тээр
- Хубилай — У Чэнсэнь
- Амбагай-хан — Улзийт
- Хучар — Ургэн
- Кокочу — Сухэ
- Додай — Алдарт
- Хоачхин — Нараа

### Меркиты
- Тохтоа-беки — Баатар
- Хаатай-Дармала — Нашунь
- Худу — Хоу Тао
- Чильгир — Ян Хайцюань
- Хулан — Чэнь Сычэн
- Дайр-Усун — Дамба

### Джадараны
- Джамуха — Чжао Хэнсюань
- Тайчар — Улиньхань
- Хорчи — Цинь Чуань

### Джуркины
- Сача-беки — Ужи Силату
- Эличжэнь — Иминь Тоя
- Мухали — Лю Юйхуа
- Бури-Боко — Эдэн Батэр

### Тайчиуты
- Таргутай-Кирилтух — Хочар
- Тодо — Ян Гуанхуа
- Джэбэ — Цина Житу
- Наяа — Ержан Макпышулы
- Сорган-Шира — Жамбал
- муж Хэдаань — Чжэнгэ
- Чилаун — Улань Баоинь
  - молодой Чилаун — Галаа
- Хэдаань — Дава Чжома
  - молодая Хэдаань — Мучир
- Орбай — Ижоху

### Татары
- Мэгуджин-Сеулиту — Алтануул
- Темучжин-Угэ/Чжалинь-Бухэ — Ли Ихуа
- Есуй — Чжэн Шуан
- Есугэн — Номин Ежи
- Еке-Церен — Ван Бин
- Шиги-Хутуху — Сяо Сяохуа

### Унгираты
- Дай-Сэчэн — Балжуур
- Цотан (жена Дай-Сэчэна) — Тухай

### Чжурчжэни,киданиикитайцы
- император Си-цзун — Ван Вэньцзе
- император Вэйшао-ван — Ли Кэнай
- Минъань — Тао Цзисинь
- Ху Шаху — Урианхан
- Чжан Хансинь — Ван Юнцюань
- Ваньянь Чэнхуэй — Лю Иминь
- Тушаньи — Шэ Ван
- Ваньянь Цзюцзинь — Баатар
- Елюй Ахай — Бай Цзяньцай
- Елюй Тухуа — Ван Вэньшэн
- Го Баоюй — Лю Куй
- Елюй Чуцай — Шэнь Гуаньчу
- Цю Чуцзи — Сун Гуйфу

### Хорезмийцы
- Ала ад-Дин Мухаммед II — Валисы (кит. 瓦力斯)
- Джелал ад-Дин Манкбурны — Абулимити (кит. 阿布力米提)
- Теркен-хатун — Патамужэицинь
- Каир-хан — Муладин
- Темурмалик — Дания (кит. 达尼亚)
- младший сын Мухаммеда II — Алияна (кит. 阿丽亚娜)

### Кереиты
- Ван-хан — Билигту
- Чжаха-Гамбу — Цюй Баоган
- Нилха-Сангум — Ма Липин

### Найманы
- Кучлук — Алафатэ
- Таян-хан — Маймати Селифу
- Гурбесу — Гуцзылинуэр Кутибилэ
- Тататунга — Ницзяти Айкэбайэр
- Сайболэхэй — Дания

### Прочие
- Цихэ Цюхай — Даоэр Цижэньцинь
- Цюйчу — Лю Баочэн
- Чжэньхай — Дания
- Таэрхунь — Лю Лина
- Хэда Цзидай — Ван Цзебин
- Тоху — Аюньга
- Хэйхуцзы — Сыцинь Чаокэту